# 圣奥古斯丁修道会
圣奥斯定修道会（拉丁語：Ordo sancti Augustini，又譯圣奥古斯丁修道会）是天主教会的一个托钵修会，建于1244年意大利托斯卡纳地区，遵循圣奥斯定准则。马丁·路德曾是该会修士。現任教宗良十四世是首位來自此修會的教宗。